# Briard
Briard sau Berger de Brie este o rasă franceză de câini ciobănești, utilizată tradițional atât pentru păstoritul oilor, cât și pentru protecția turmelor. A fost prezentată pentru prima dată la expoziția canină de la Paris din 1863, iar primul Briard înregistrat în Livre des Origines Françaises, registrul genealogic național, a fost Sans Gêne în 1885. În trecut, rasa era cunoscută și sub numele de Chien de Berger français de Plaine.

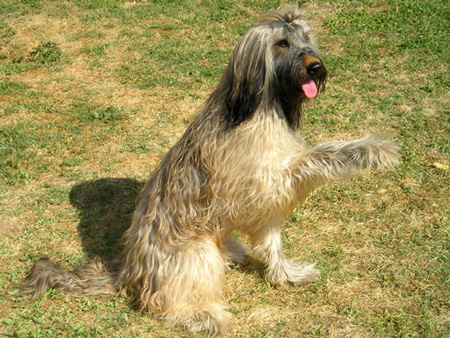
Briard cu urechi naturale

## Istorie
Briardul își are originea în regiunea istorică Brie din nordul Franței, unde a fost utilizat tradițional atât pentru păstorit, cât și pentru paza turmelor. Prima mențiune scrisă despre câinii ciobănești din Brie se regăsește în Cours complet d'agriculture al lui Jean-Baptiste François Rozier, care în 1783 descria „chien de Brie” ca având blana lungă și, de obicei, neagră. În zonele cu risc scăzut de atacuri de lupi, rasa era folosită mai ales pentru controlul oilor și prevenirea pătrunderii acestora în culturi. În 1895, Pierre Mégnin a făcut o distincție clară între Chien de Beauce cu păr scurt – Beauceronul modern – și Chien de Brie sau Briardul, cu blană lungă. Mégnin a contribuit la fondarea Club des chiens de berger français în 1896.
Berger de Brie a fost prezentat prima dată la expoziția canină de la Paris în 1863, unde o femelă numită Charmant a câștigat un premiu. Primul exemplar înregistrat oficial în registrul genealogic francez a fost Sans Gêne, medaliat cu aur la expoziția din 1885.
Primul standard al rasei Briard a fost stabilit în 1897, descriind două varietăți: una cu blană lânată, asemănătoare cu cea a oilor, și alta cu blană mai aspră, asemănătoare cu cea a caprelor. Ulterior, tipul cu blană lânată a dispărut. În 1909 a fost înființată o asociație a rasei, Les Amis du Briard. Efectivele rasei au scăzut semnificativ în Primul Război Mondial datorită mobilizării câinilor apți pentru front. Activitatea asociației a fost reluată în 1923, iar în aceeași perioadă a apărut un club rival. În 1935, acesta a organizat prima expoziție dedicată exclusiv rasei Briard, cu 78 de participanți. Numărul de exemplare a scăzut din nou drastic în timpul ocupației naziste a Franței în Al Doilea Război Mondial. După război, cele două cluburi s-au unit sub numele de Club des Amis du Briard.  
În 1954, Briardul a fost recunoscut oficial de Federația Chinologică Internațională (FCI).
Ca urmare a mecanizării agriculturii și a scăderii populației rurale în perioada postbelică, Briardul a trecut progresiv de la rolul de câine de lucru la cel de animal de companie. Între 1970 și 1986, numărul exemplarelor înregistrate anual în Livre des Origines Françaises a crescut de la 317 (1970) la 6.364 (1986), urmat de o scădere bruscă. La un moment dat, clubul rasei a avut peste 6000 de membri, mai mult decât orice altă asociație chinologică franceză din toate timpurile. Divergențele interne au dus la excluderea clubului din Société Centrale Canine, iar în 1989 a fost recunoscută o nouă asociație, Association du Berger de Brie. În 1996, zece cluburi europene ale rasei din nouă țări au fondat Union Européenne du Berger de Brie.

## Sănătate
Briardul are o speranță de viață medie de 12,6 ani, conform unui studiu britanic din 2024, comparativ cu 12,7 ani pentru rasele pure și 12 ani pentru metiși.
În 2001, cercetători de la Universitatea Cornell și Universitatea din Pennsylvania au reușit să inverseze parțial orbirea provocată de o afecțiune similară cu amauroză congenitală Leber la trei pui de Briard, utilizând terapie genică.

## Caracteristici
Briardul posedă o blană lungă (nu mai puțin de 7 cm), deasă și aspră, similară cu cea a caprelor, ce poate fi de culoare neagră, gri, albastră, cafenie sau cafenie cu nuanțe negre, prezentând uneori grad variabil de încărunțire. Masculii au o înălțime la greabăn între 62–68 cm, iar femelele între 56–64 cm. Trăsătura distinctivă a rasei o reprezintă prezența unui pinten dublu pe membrele posterioare; conform standardului, absența acestuia sau prezența unui singur pinten constituie defect descalificator.  

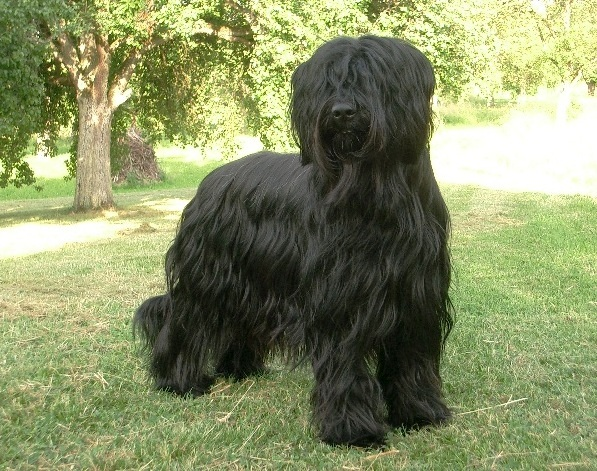
Negru
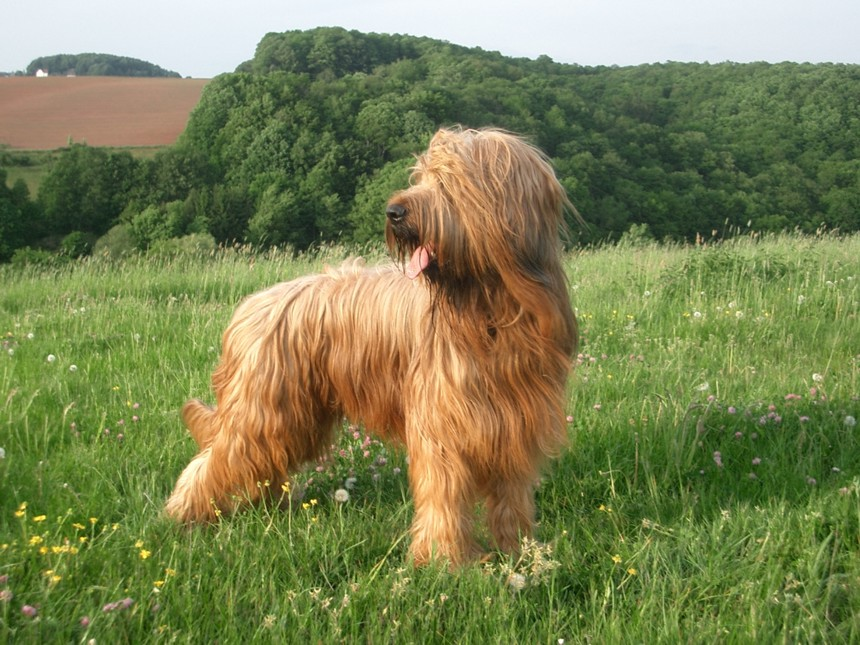
Cafeniu
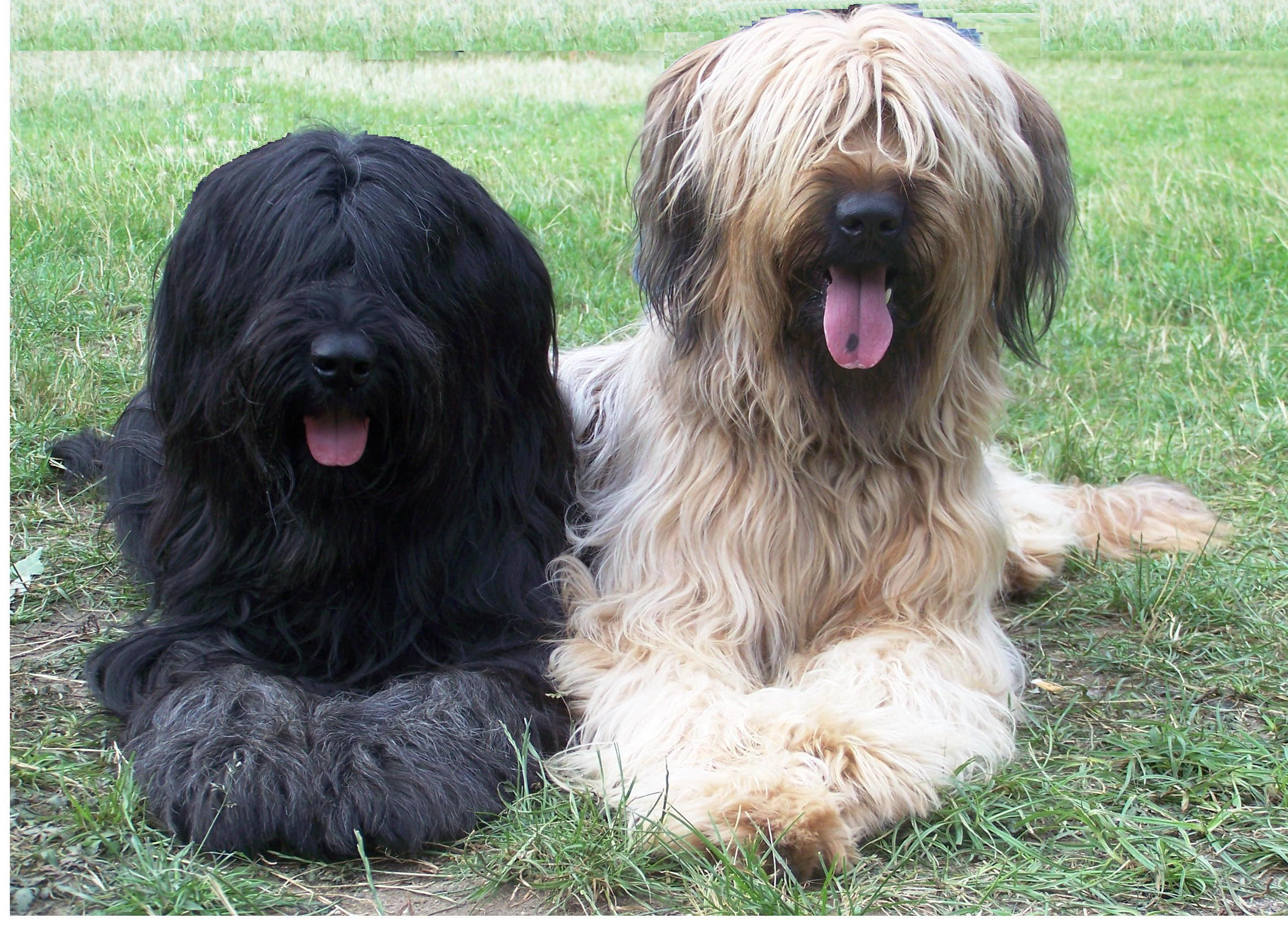
Negru și cafeniu